# Compitalia

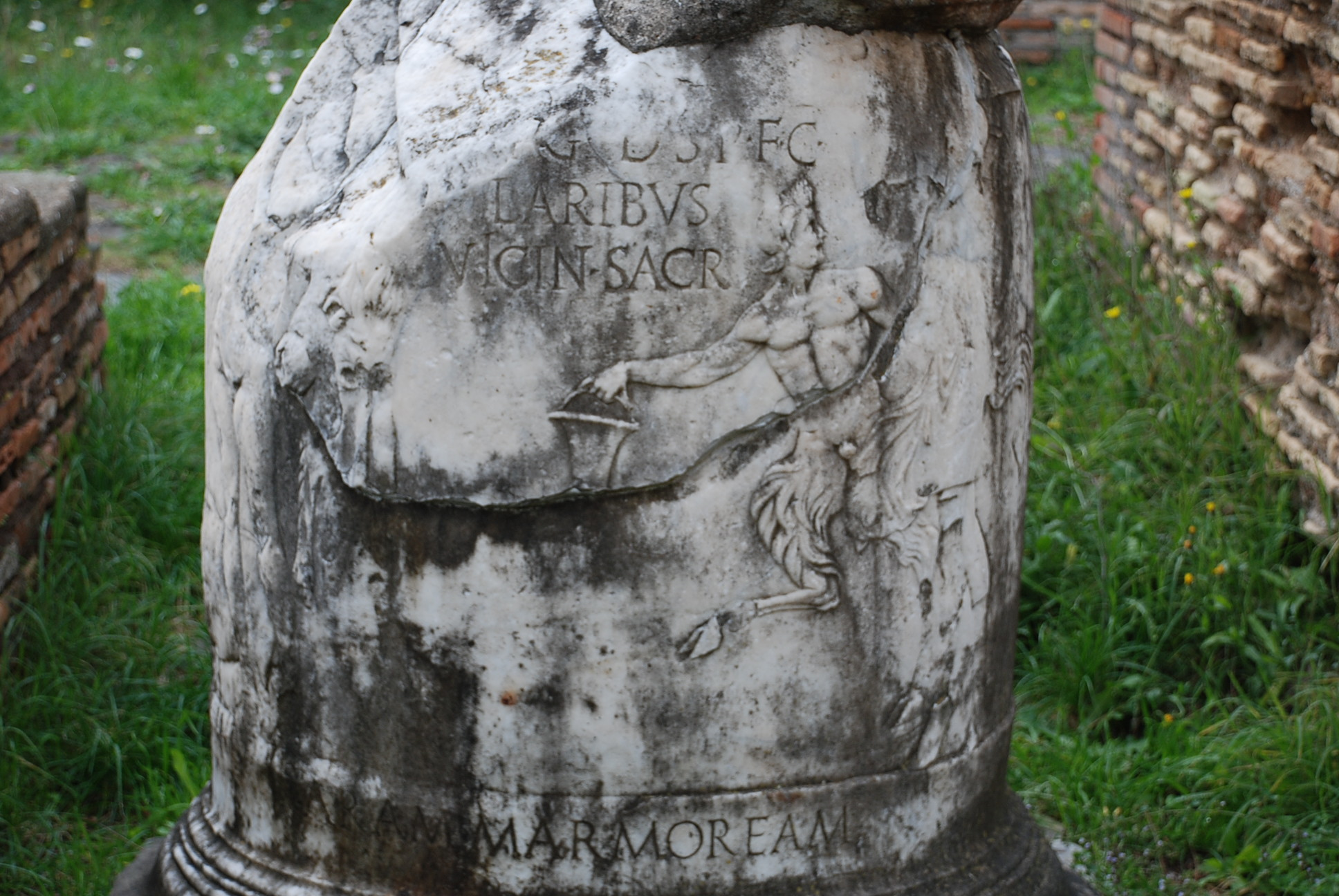
Compitum de la plaza Lari, en la antigua ciudad de Ostia.

En la antigua Roma, las fiestas compitales eran fiestas que se celebraban en las encrucijada de las calles en honor a los dioses lares. Los lares compitales eran las divinidades que presidían la encrucijadas y cuyas estatuas eran coronadas de flores dos veces al año.
En las fiestas compitales, los esclavos eran los ministros principales, gozando en semejantes días plenamente de su libertad. Se dice que fueron instituidas por el rey Servio Tulio.